# Dauis
Dauis è una municipalità di quinta classe delle Filippine, situata nella Provincia di Bohol, nella Regione del Visayas Centrale.
Dauis è formata da 12 baranggay:
- Biking
- Bingag
- Catarman
- Dao
- Mariveles
- Mayacabac
- Poblacion
- San Isidro (Canlongon)
- Songculan
- Tabalong
- Tinago
- Totolan